# Hydroptila ancistrion
Hydroptila ancistrion is een schietmot uit de familie Hydroptilidae. De soort komt voor in het Neotropisch gebied.